# 松平康春
松平 康春（まつだいら やすはる、1892年〈明治25年〉1月2日 - 1972年〈昭和47年〉3月18日）は、大正から昭和期の政治家、華族。貴族院子爵議員。旧名・正二郎。

## 経歴
旧津山藩主家当主、子爵・松平康民の二男として生まれる。1917年（大正6年）1月29日、康春と改名。父の死去に伴い、1921年（大正10年）3月22日、子爵を襲爵した。
学習院を経て、1920年（大正9年）に東京帝国大学理学部植物学科を卒業。朝鮮銀行監事を務めた。
1925年（大正14年）7月10日、貴族院子爵議員に選出され、研究会に所属して活動し、1946年（昭和21年）4月25日に辞任するまで3期在任した。この間、地方制度調査会委員、商工省委員、農商省委員を務めた。

## 親族
- 母：八百子（やおこ、松平定安四女）[2][4]
- 妻：年子（としこ、蜂須賀正韶長女、のち離縁）[2]
- 長男：松平康（霞会館理事）[2]
- 四女：梅子（藤堂高延夫人、藤堂高弘夫人〔離縁〕）[2]